# Stanza del silenzio

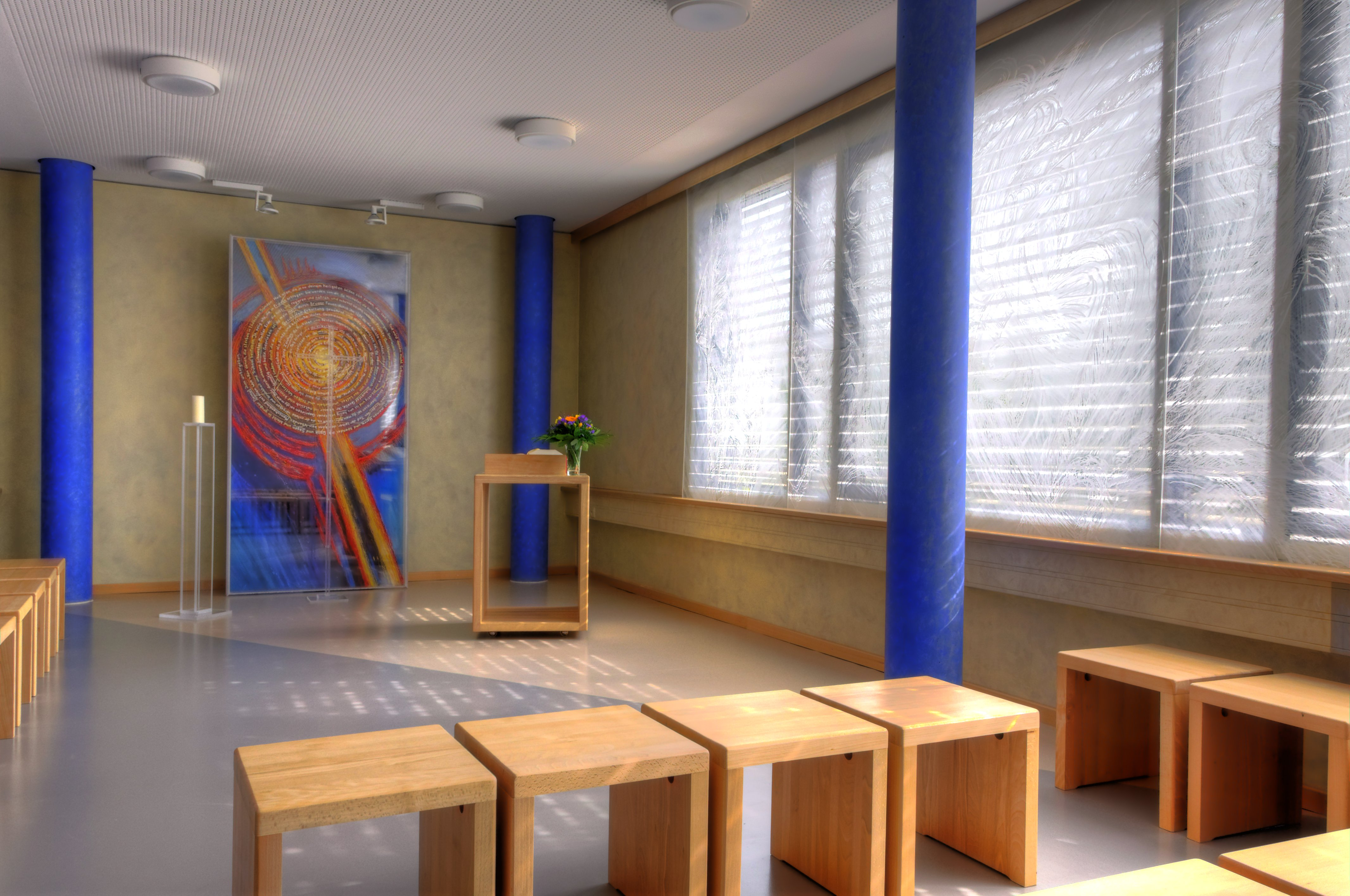
Stanza del silenzio all'interno del Landtag della Turingia

La stanza del silenzio o stanza multifede è un locale da destinare alla preghiera, al raccoglimento o alla meditazione utilizzabile da tutti, credenti e atei, di qualsiasi credenza o religione, tutti insieme nel silenzio e nel rispetto reciproco.

## Caratteristiche
Essendo un locale destinato a tutte le religioni non prevede la collocazione di alcun simbolo religioso o altri riferimenti a qualsiasi culto o fede. Non possono nemmeno essere apposti quadri o raffigurazioni di esseri viventi.
Possono essere previste zone per sedersi con sedie o panche e spazi per accovacciarsi per terra con parquet o tappeti. Possono altresì essere collocati arredi per custodire testi sacri o altro materiale utile alla meditazione e alla preghiera.

## Storia
La prima stanza del silenzio al mondo è stata la “meditation room” nella sede dell’ONU a New York creata da Dag Hammarskjold, Segretario Generale delle Nazioni Unite dal 1953 al 1961.
In Italia la prima stanza del silenzio in un ospedale pubblico è stata inaugurata all'ospedale Molinette di Torino nel 2008, grazie al progetto "Le Cure dello Spirito".